# Епархия Китале
Епархия Китале (лат. Dioecesis Kitalensis) — епархия Римско-Католической Церкви с центром в городе Китале, Кения. Епархия Китале входит в митрополию Кисуму. Кафедральным собором епархии Китале является церковь Непорочного Зачатия Пресвятой Девы Марии в городе Китале.

## История
3 апреля 1998 года Римский папа Иоанн Павел II издал буллу Magis in dies, которой учредил епархию Китале, выделив её из епархии Элдорета.

## Ординарии епархии
- епископ Maurice Anthony Crowley SPS[1] (3.04.1998 — по настоящее время).

## Источник
- Annuario Pontificio, Libreria Editrice Vaticana, Città del Vaticano, 2003, ISBN 88-209-7422-3
- Булла Magis in dies  (лат.)